# 4-ヒドロキシマンデル酸オキシダーゼ
4-ヒドロキシマンデル酸オキシダーゼ（4-hydroxymandelate oxidase）は、次の化学反応を触媒する酸化還元酵素である。
(S)-4-ヒドロキシマンデル酸 + O2 {\displaystyle \rightleftharpoons } 4-ヒドロキシベンズアルデヒド + CO2 + H2O2
反応式の通り、この酵素の基質は(S)-4-ヒドロキシマンデル酸とO2、生成物は4-ヒドロキシベンズアルデヒドとCO2とH2O2である。
組織名は(S)-2-hydroxy-2-(4-hydroxyphenyl)acetate:oxygen 1-oxidoreductaseで、別名にL-4-hydroxymandelate oxidase (decarboxylating)がある。